# 韓荆
韓荆（1467年—1539年），字廷芳，號信山，山东济南府武定州陽信縣人。

## 生平
弘治八年（1495年）乙卯科山东乡试举人，十二年（1499年）己未科三甲第一百四十七名進士。初授中书舍人，正德四年（1509年）六月选授兵科给事中，十月升太常寺寺丞，八年正月升本寺少卿，十一年五月升南京太仆寺卿，嘉靖二年（1523年）十月升南京太常寺卿，三年三月升都察院右副都御史、总理南京粮储，六年二月升南京工部右侍郎，三月官员考察，令致仕。嘉靖十八年正月卒，賜祭葬。

## 家族
曾祖韓從；祖韓有文；父韓騰，義官。母李氏。具庆下。弟鉶、華、蕖、萃、英。